# Arterie polmonari
Le arterie polmonari sono i vasi sanguigni che, partendo dal cuore, in particolare dal ventricolo destro, raggiungono i polmoni, penetrando all'ilo polmonare e ramificandosi insieme ai bronchi.
Sono le uniche arterie del corpo umano (a parte le arterie ombelicali del feto), che trasportano sangue venoso, cioè povero di ossigeno e ricco di anidride carbonica.
È a livello polmonare, infatti, che avvengono gli scambi gassosi e il sangue si arricchisce di ossigeno, per poi essere trasportato dalle vene polmonari al cuore (atrio sinistro) e raggiungere la circolazione sistemica. Anche le vene polmonari fanno eccezione, in quanto sono le uniche vene che trasportano sangue arterioso.
La denominazione delle arterie e delle vene polmonari, quindi, non è dovuta al tipo di sangue trasportato, ma alla loro struttura, uguale a quelle degli omologhi vasi del resto del circolo.

## Tronco polmonare
Il tronco polmonare o arteria polmonare prende origine con il suo cono arterioso nel ventricolo destro come una grossa arteria dal diametro medio di 3 cm. L'arteria si porta verso l'alto, nel sacco pericardico anteriormente al ramo ascendente dell'aorta. Rispetto al pericardio si distinguono, nel tronco polmonare, due porzioni:
- porzione intrapericardica, racchiusa dal pericardio fibroso fino a 5 cm dall'origine del vaso;
- porzione extrapericardica, che invece è in stretto rapporto con il connettivo che separa i grandi vasi del peduncolo vascolare del cuore.

### Rapporti
La porzione intrapericardica contrae rapporti sia con il pericardio fibroso che con quello sieroso:
- anteriormente essa è ricoperta dal foglietto viscerale del pericardio sieroso, che la separa da quello parietale per mezzo della cavità pericardica; sovente tra il pericardio e l'arteria polmonare è presente del grasso viscerale;
- posteriormente poggia sull'atrio sinistro, separata da esso per mezzo di una lamina di pericardio sieroso, il seno trasverso di Theile;
- a destra essa contatta la porzione ascendente dell'aorta per mezzo di un esile strato di tessuto connettivo. All'origine del tronco polmonare il rapporto è anteriore; distalmente i due vasi si avvolgono a mo' di spira e il tronco diventa progressivamente posteriore rispetto all'aorta;
- a sinistra essa contrae rapporti con l'auricola sinistra. Superiormente e a sinistra è presente un piccolo marcatore anatomico, che segna il limite tra tronco polmonare e auricola sinistra: la piega infundibulare. Inferiormente e a sinistra è presente la porzione iniziale dell'arteria coronaria sinistra, che la circonda in senso postero-anteriore.[4]

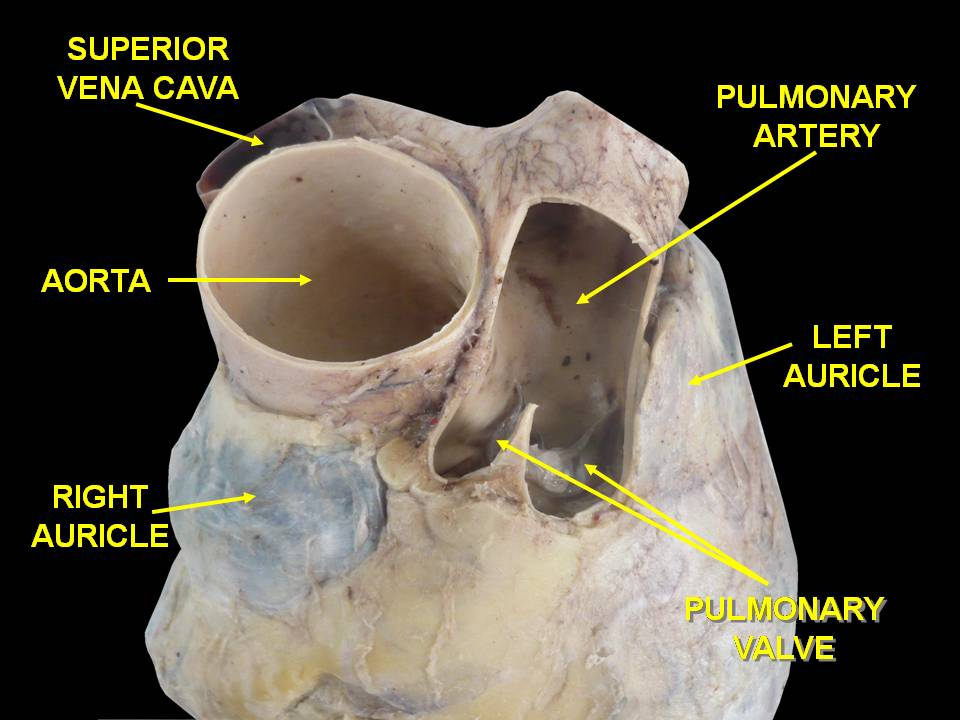
Rapporti posteriori dell'arteria polmonare. Da notare le direzioni "a mezza spirale" dell'aorta nei confronti del tronco polmonare.

Dopo aver girato a sinistra dell'aorta per 4–5 cm si suddivide nei suoi due rami terminali: l'arteria polmonare destra  e l'arteria polmonare sinistra.
La struttura del tronco polmonare è, rispetto all'aorta, prevalentemente muscolare e possiede una quantità inferiore di fibre elastiche.

## Arteria polmonare destra

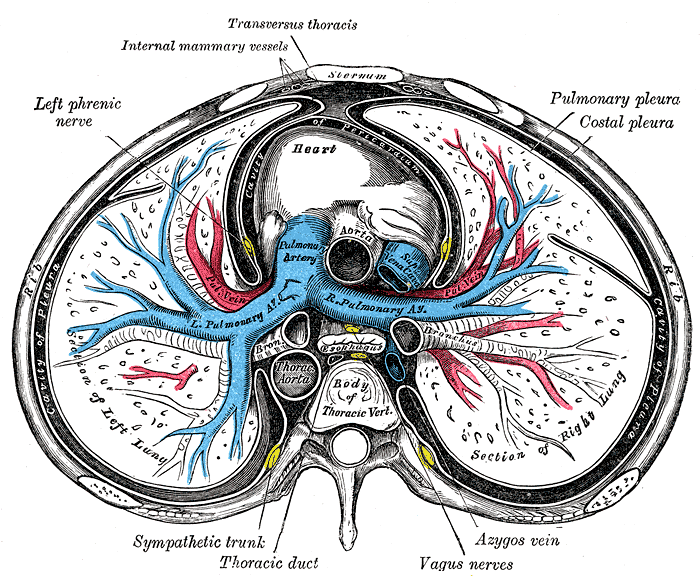
Rapporti dell'arteria polmonare destra lungo il suo percorso diretto all'ilo polmonare.

L'arteria polmonare destra, che ha una larghezza di circa 2,2 cm ed una lunghezza di 5–6 cm, si dirige da sinistra a destra e antero-posteriormente per raggiungere l'ilo polmonare.
Lungo questo tragitto contrae rapporto posteriore con l'atrio destro e indirettamente con il pericardio sieroso, che forma la volta del seno trasverso di Theile. Nello specifico è possibile tracciare i seguenti rapporti:
| Anteriormente  | - Aorta ascendente (che successivamente formerà l'arco aortico) - Vena cava superiore (a direzione perpendicolare rispetto all'asse dell'arteria polmonare)                                             | [ 5 ] |
| Posteriormente | - Biforcazione tracheale - Bronco destro (più a valle) | [ 5 ] |
| Superiormente  | - Arco dell'aorta - Arco della vena azigos (più a valle) | [ 5 ] |
| Inferiormente  | - Atrio destro (nella zona in cui la faccia anteriore di questi si unisce alla faccia superiore) - Vene polmonari destre (a valle, che separano l'arteria polmonare destra dalle vene polmonari destre) | [ 5 ] |

Al momento di ingresso nell'ilo si divide in due rami principali, l'inferiore che è anche il più grande e si distribuisce al lobo medio ed inferiore del polmone, ed il ramo superiore che va al lobo superiore

## Arteria polmonare sinistra

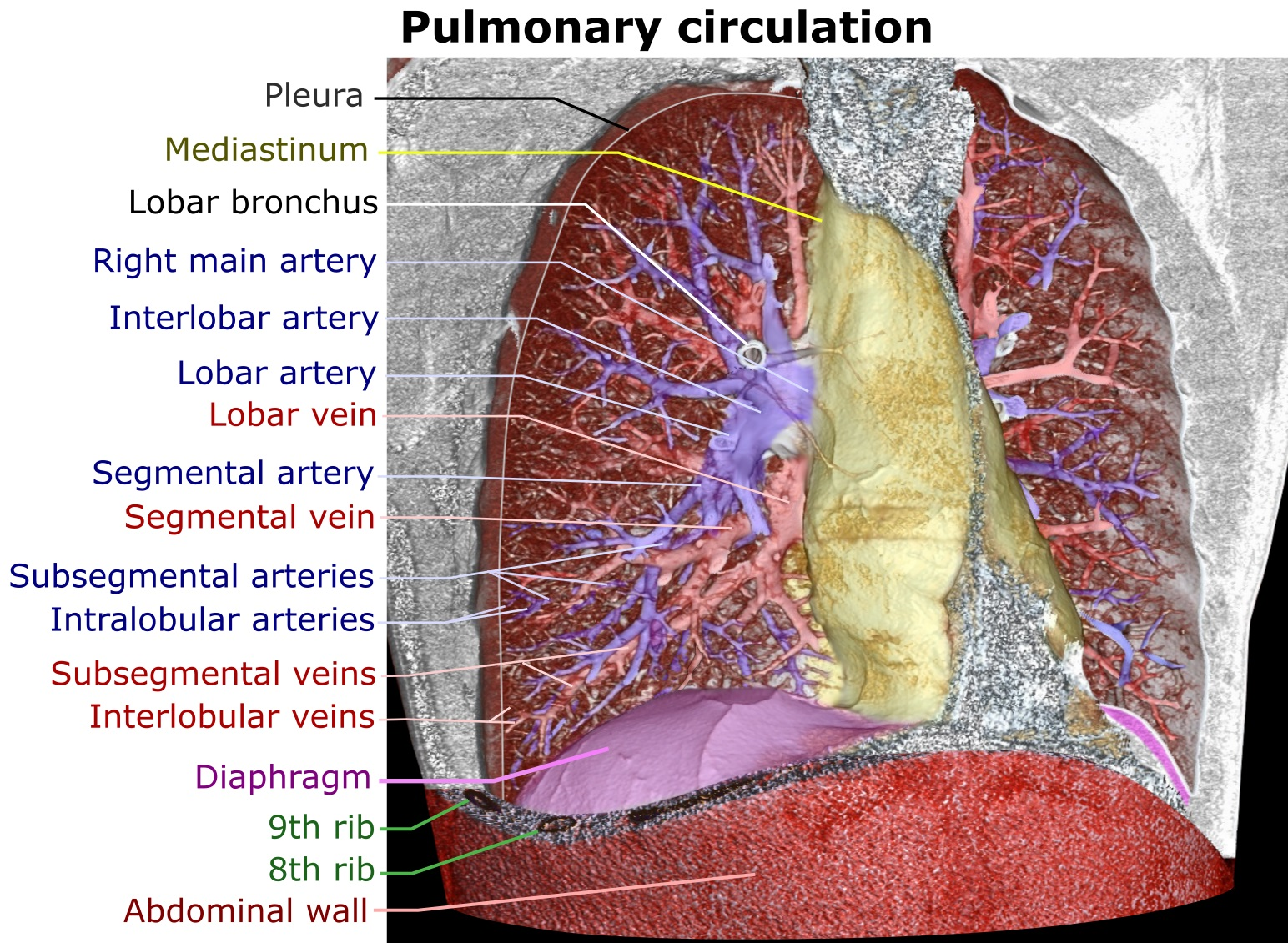
Tomografia computerizzata in 3D del mediastino inferiore. In questa immagine modificata è possibile apprezzare i rapporti dell'arteria polmonare sinistra con l'arco aortico. Tra le due strutture è presente il dotto di Botallo.

L'arteria polmonare sinistra misura 3 cm in lunghezza e 1,9 cm in larghezza. Si porta in direzione obliqua (da destra a sinistra, antero-posteriormente) fino a raggiungere l'ilo del polmone sinistro, dove si distribuisce similmente alla destra. Contrae i seguenti rapporti:
| Anteriormente  | (a valle, in prossimità dell'ilo) - Vene polmonari sinistre, che incrociano obliquamente l'arteria per dirigersi verso l'atrio sinistro | [ 4 ] [ 5 ] |
| Posteriormente | - Bronco sinistro | [ 4 ] [ 5 ] |
| Superiormente  | - Arco dell'aorta - Ligamento arterioso di Botallo (che univa in età fetale la circolazione aortica con quella polmonare) - Nervo ricorrente sinistro (a sinistra del dotto di Botallo) - Plesso cardiaco superficiale (a destra del dotto di Botallo) | [ 4 ] [ 5 ] |
| Inferiormente  | - Vene polmonari sinistre - Atrio sinistro | [ 4 ] [ 5 ] |

Al momento di ingresso nell'ilo si divide in due rami principali, l'inferiore che si distribuisce al lobo inferiore del polmone, ed il ramo superiore che va al lobo superiore.
Tra la faccia superiore e la faccia inferiore dell'arco aortico si trova un cordone fibroso, detto legamento arterioso e costituito da connettivo fibroso e fibre elastiche; esso è il residuo del dotto di Botallo, obliteratosi nel feto dopo la nascita.